# Lista odcinków serialu Magia kłamstwa
Poniżej znajduje się lista odcinków amerykańskiego serialu Magia kłamstwa. Serial zadebiutował na antenie Fox w Stanach Zjednoczonych 21 stycznia 2009. W Polsce serial można oglądać na kanałach: Canal+, TVP2 i Fox Life. Serial doczekał się tylko 3 sezonów, gdyż telewizja Fox podjęła decyzję o zakończeniu produkcji serialu 10 maja 2011.

## Odcinki
| Seria | Seria | Odcinki | Oryginalna emisja   | Oryginalna emisja |
| Seria | Seria | Odcinki | Premiera serii      | Finał serii       |
| ----- | ----- | ------- | ------------------- | ----------------- |
|       | 1     | 13      | 21 stycznia 2009    | 13 maja 2009      |
|       | 2     | 22      | 28 września 2009    | 13 września 2010  |
|       | 3     | 13      | 4 października 2010 | 31 stycznia 2011  |

### Sezon 1 (2009)
| #  | Tytuł             | Polski tytuł         | Reżyseria           | Scenariusz                           | Premiera         |
| -- | ----------------- | -------------------- | ------------------- | ------------------------------------ | ---------------- |
| 1  | Pilot             | Magia kłamstwa       | Robert Schwentke    | Samuel Baum                          | 21 stycznia 2009 |
| 2  | Moral Waiver      | Zatarcie skazania    | Adam Davidson       | Josh Singer                          | 28 stycznia 2009 |
| 3  | A Perfect Score   | Świetny wynik        | Eric Laneuville     | Samuel Baum & Steven Maeda           | 4 lutego 2009    |
| 4  | Love Always       | Kochać aż do śmierci | Tim Hunter          | Tom Szentgyorgyi & Steven Maeda      | 18 lutego 2009   |
| 5  | Unchained         | Bez kajdanek         | Lesli Linka Glatter | Josh Singer                          | 4 marca2009      |
| 6  | Do No Harm        | Nie krzywdzić        | John Behring        | Jami O'Brien                         | 11 marca2009     |
| 7  | The Best Policy   | Dobra polityka       | Arvin Brown         | T.J. Brady & Rasheed Newson          | 18 marca2009     |
| 8  | Depraved Heart    | Wymuszona śmierć     | Adam Davidson       | Dustin Thomason                      | 1 kwietnia 2009  |
| 9  | Life Is Priceless | Życie jest bezcenne  | Clark Johnson       | Dustin Thomason                      | 8 kwietnia 2009  |
| 10 | Better Half       | Lepsza druga połowa  | Karen Gaviola       | Ilana Bar-Din Giannini & Josh Singer | 22 kwietnia 2009 |
| 11 | Undercover        | Tajniak              | Seith Mann          | Tom Szentgyorgyi                     | 29 kwietnia 2009 |
| 12 | Blinded           | Oślepione            | Milan Cheylov       | Elizabeth Craft & Sarah Fain         | 6 maja 2009      |
| 13 | Sacrifice         | Ofiara               | Adam Davidson       | Josh Singer & Dustin Thomason        | 13 maja 2009     |

### Sezon 2 (2009-2010)
| #  | Tytuł                 | Polski tytuł              | Reżyseria           | Scenariusz                        | Premiera             |
| -- | --------------------- | ------------------------- | ------------------- | --------------------------------- | -------------------- |
| 1  | The Core of It        | Samo sedno                | Dan Sackheim        | Elizabeth Craft & Sarah Fain      | 28 września 2009     |
| 2  | Truth or Consequences | Prawda albo konsekwencje  | Michael Offer       | Nick Santora                      | 5 października 2009  |
| 3  | Control Factor        | Pan sytuacji              | James Hayman        | Sharon Lee Watson                 | 12 października 2009 |
| 4  | Honey                 | Miód                      | Timothy Busfield    | Matt Olmstead                     | 19 października 2009 |
| 5  | Grievous Bodily Harm  | Ciężkie uszkodzenie ciała | Eric Laneuville     | Alexander Cary                    | 26 października 2009 |
| 6  | Lack of Candor        | Brak szczerości           | Terrence O'Hara     | T.J. Brady & Rasheed Newson       | 9 listopada 2009     |
| 7  | Black Friday          | Czarny piątek             | Dan Sackheim        | Ethan Drogin & Heather Thomason   | 16 listopada 2009    |
| 8  | Secret Santa          | Tajemniczy św. Mikołaj    | Michael Zinberg     | Alexander Cary                    | 23 listopada 2009    |
| 9  | Fold Equity           | Kto bierze pulę?          | Elodie Keene        | Sarah Fain & Elizabeth Craft      | 30 listopada 2009    |
| 10 | Tractor Man           | Traktorzysta              | Vahan Moosekian     | Tim Clemente                      | 14 grudnia 2009      |
| 11 | Beat the Devil        | Pokonać diabła            | Vahan Moosekian     | David Ehrman & Ethan Drogin       | 7 czerwca 2010       |
| 12 | Sweet Sixteen         | Słodka szesnastka         | Dan Sackheim        | Alexander Cary                    | 14 czerwca 2010      |
| 13 | The Whole Truth       | Cała prawda               | James Whitmore, Jr. | Ethan Drogin                      | 21 czerwca 2010      |
| 14 | React to Contact      | Reakcja na kontakt        | Michael Zinberg     | Daniel Voll                       | 28 czerwca 2010      |
| 15 | Teacher and Pupils    | Nauczyciele i uczniowie   | Roxann Dawson       | Kevin Townsley & Nick Santora     | 12 lipca 2010        |
| 16 | Delinquent            | Młodociani przestępcy     | Michael Zinberg     | Elizabeth Craft & Sarah Fain      | 19 lipca 2010        |
| 17 | Bullet Bump           | Skok w sondażach          | James Hayman        | T.J. Brady & Rasheed Newson       | 26 lipca 2010        |
| 18 | Headlock              | Klincz                    | Michael Offer       | Sharon Lee Watson & Jameal Turner | 2 sierpnia 2010      |
| 19 | Pied Piper            | Flecista z Hameln         | Paul McCrane        | Sharon Lee Watson                 | 16 sierpnia 2010     |
| 20 | Exposed               | Zdemaskowany              | Terrence O'Hara     | David Graziano                    | 23 sierpnia 2010     |
| 21 | Darkness and Light    | Ciemność i jasność        | Lesli Linka Glatter | Matt Olmstead & Heather Thomason  | 30 sierpnia 2010     |
| 22 | Black and White       | Czarne i białe            | Daniel Sackheim     | Alexander Cary & Kevin Townsley   | 13 września 2010     |

### Sezon 3 (2010-2011)
| #  | Tytuł             | Polski tytuł          | Reżyseria         | Scenariusz                                | Premiera             |
| -- | ----------------- | --------------------- | ----------------- | ----------------------------------------- | -------------------- |
| 1  | In the Red        | Zadłużenie            | Daniel Sackheim   | Alexander Cary & David Graziano           | 4 października 2010  |
| 2  | The Royal We      | Królewskie my         | Michael Zinberg   | David Ehrman                              | 11 października 2010 |
| 3  | Dirty Loyal       | Zdradliwa lojalność   | Michelle MacLaren | Kevin Fox                                 | 18 października 2010 |
| 4  | Double Blind      | Podwójnie ślepa próba | David Platt       | Dailyn Rodriguez                          | 25 października 2010 |
| 5  | The Canary's Song | Śpiew kanarka         | Seith Mann        | Samantha Howard Corbin                    | 8 listopada 2010     |
| 6  | Beyond Belief     | Nie do wiary          | Emile Levisetti   | Timothy J. Lea                            | 15 listopada 2010    |
| 7  | Veronica          | Weronika              | Michael Nankin    | Ethan Drogin                              | 22 listopada 2010    |
| 8  | Smoked            | Spalony               | Kate Woods        | David Slack                               | 29 listopada 2010    |
| 9  | Funhouse          | Cyrk                  | Daniel Sackheim   | Jameal Turner                             | 10 stycznia 2011     |
| 10 | Rebound           | Zamiast               | John Polson       | David Ehrman & Kevin Fox                  | 10 stycznia 2011     |
| 11 | Saved             | Uratowani             | Michael Offer     | Samantha Corbin-Miller & Dailyn Rodriguez | 17 stycznia 2011     |
| 12 | Gone              | Dziecka nie ma        | Adam Arkin        | Timothy J. Lea                            | 24 stycznia 2011     |
| 13 | Killer App        | Program zabójcy       | Vahan Moosekian   | David Slack                               | 10 stycznia 2011     |